# Куатро-Каминос (станция метро, Мадрид)
Куатро-Каминос (исп. Cuatro Caminos) — станция Мадридского метрополитена. Расположена под кольцевой развязкой Куатро-Каминос на границе районов Чамбери и Тетуан в Мадриде. Она расположена в зоне A. Станция была открыта 17 октября 1919 года. Является самой глубокой в Мадридском метро.

## История
Станция была открыта 17 октября 1919 года с участием короля Альфонсо XIII. Первоначально линия проходила от станции «Соль» до станции «Куатро-Каминос». Платформы линии 1 были первоначально длиной 60 м и были продлены до 90 м в 1960-х гг. Они расположены под улицей Санта-Энграсия недалеко от кольцевой развязки. 6 марта 1929 года линия 1 была продлена от «Куатро-Каминос» до Тетуана, и в результате «Куатро-Каминос» перестала быть конечной станцией.
Платформы линии 2 были открыты 10 сентября 1929 года, когда линия 2 была продлена от «Кеведо» до «Куатро-Каминоса», что сделало её конечной станцией линии 2. Линия 2 имеет центральную платформу и одну боковую платформу, обе длиной 60 м, и является одной из трёх станций в сети с этой конфигурацией. Платформы расположены под улицей Браво Мурильо к югу от кольцевой развязки на той же глубине, что и платформы линии 1.
Платформы линии 6 вступили в эксплуатацию 11 октября 1979 года, когда был открыт первый сегмент линии 6, идущий от «Куатро-Каминоса» до «Пасифико». 13 января 1987 года линия 6 была продлена от «Куатро-Каминоса» до «Сьюдад-Университария». Платформы являются самыми глубокими в системе и расположены под улицей Раймундо Фернандеса Вильяверде к востоку от кольцевой развязки.
В 2004—2005 гг. был построен тоннель для автомобильного движения под кольцевой развязкой, заменив предыдущий путепровод. Тоннель был построен в свободном пространстве между линиями 1 и 2 и линией 6, которое ранее было оставлено пустым на случай, если метро решит соединить четвертую линию со станцией.
С 3 июля по 13 ноября 2016 года линия 1 была закрыта на ремонт между площадью Кастилия и Сьерра-де-Гуадалупе, сегмент, который включал Куатро-Каминос. Ремонтные работы включали в себя ремонт тоннелей, очистку и гидроизоляцию, установку жёстких воздушных линий и другие работы. Начиная с 14 сентября 2016 года «Куатро-Каминос» была временно использована в качестве конечной станции для линии 1, когда обслуживание было восстановлено между станцией и «Плаза де ла Кастилья». Обслуживание линии 1 было полностью восстановлено 13 ноября.